# Miranda Boonstra
Miranda Boonstra (Elsene, 29 augustus 1972) is een Nederlandse atlete uit Nijmegen, die aanvankelijk was gespecialiseerd in de 3000 m steeple en zich daarnaast ook manifesteerde op andere atletiekonderdelen, zowel op de baan, de weg als in het veld. De laatste jaren heeft zij zich volledig toegelegd op de marathon. Ze werd zestienmaal Nederlands kampioene in zes verschillende atletiekdisciplines.

## Biografie

### Eerste successen
Haar eerste succes behaalde Boonstra in 2002 door Nederlands kampioene te worden op de 3000 m steeple, een jaar later gevolgd door een nationale titel op de 5000 m in 16.36,88. Weer een jaar later veroverde ze de nationale titels op de steeple en de 10.000 m. Ook won ze zilver op de NK veldlopen. In 2005 werd Boonstra op de wereldkampioenschappen in de series van de 3000 m steeple uitgeschakeld.

### Nederlands record driemaal verbeterd
Op 9 juli 2006 werd Miranda Boonstra voor de derde maal Nederlands kampioene 3000 m steeple in Amsterdam. In dat jaar deed ze op dit nummer ook mee aan de Europese kampioenschappen. In de voorrondes liep ze een Nederlands record van 9.45,87, maar kwam ten val in de finale.
Een kleine twee jaar later, op 31 mei 2008, verbeterde Boonstra in het Belgische Neerpelt haar eigen toptijd uit 2006 met precies drie seconden naar 9.42,87. Met deze prestatie bleef ze echter nog altijd vijf seconden verwijderd van de olympische limiet (9.37,66). In de wedstrijd in Neerpelt finishte Boonstra als negende. Winnares van het sterke deelnemersveld werd de Ethiopische Sofia Assefa in 9.33,65.
Op 29 mei 2009 liep Boonstra in Nijmegen op de 3000 m steeple tijdens de Nijmegen Global Athletics meer dan vier seconden af van haar eigen record uit 2008. Ze finishte in 9.38,40 en ditmaal zat deelname aan een groot toernooi er wél in: met haar nieuwe toptijd bleef ze bijna 1,5 seconden binnen de limiet voor de wereldkampioenschappen van 2009 in Berlijn.

### Blessure dwarsboomt WK
Anderhalve maand later lag het plan voor een goed optreden tijdens de wereldkampioenschappen in Berlijn in duigen. Tijdens de Nacht van de Atletiek in het Belgische Heusden liep Boonstra tijdens een 3000 m steeple bij de landing in de waterbak een breuk in haar middenvoetsbeentje op. Dit betekende het einde van haar zo goed van start gegane seizoen en het begin van een langdurige periode van revalidatie.

### 2010
In 2010 leek de sportieve tegenslag zich in eerste instantie voort te zetten. Haar zomerseizoen was niet succesvol, door onder meer astma en een virus. In oktober echter haalde Boonstra, na zich voorafgaand gedurende vijf weken met trainingsweken van 180 tot 190 kilometer in het Amerikaanse Boulder en Seattle gedegen te hebben voorbereid, bij de marathon van Amsterdam een kwartier van haar stokoude marathonrecord af. Met een tijd van 2:34.24 liep ze in haar eerste serieuze marathon naar de tiende plaats op de nationale allertijdenlijst, en passant de teamlimiet slechtend voor de wereldkampioenschappen van 2011 in Daegu.

### Olympische Spelen
Op 15 april 2012 behaalde Boonstra onder koude omstandigheden tijdens de marathon van Rotterdam een tijd van 2:27.32. Dit was slechts acht seconden boven de limiet van het NOC*NSF voor deelname aan de Olympische Spelen van Londen. De Atletiekunie vroeg aan het NOC*NSF om Boonstra toch af te vaardigen, maar men wilde geen coulance betonen.
Later dat jaar werd ze Nederlands kampioene op de marathon bij de marathon van Eindhoven. 

### Personalia
Miranda Boonstra studeerde bewegingswetenschappen en fysiotherapie aan de universiteit en werkte als junior onderzoeker op het Universitair Medisch Centrum St Radboud te Nijmegen. Op 19 maart 2010 promoveerde zij tot doctor in de medische wetenschappen aan de Radboud Universiteit in Nijmegen. Haar proefschrift was getiteld The sit-to-stand movement: a clinical evaluation tool for knee and hip athroplasty patient.

Tot 2007 was Boonstra lid van de Vughtse atletiek- en turnvereniging Prins Hendrik, maar ze is sindsdien aangesloten bij Nijmegen Atletiek.

## Nederlandse kampioenschappen
| Onderdeel                 | Jaar             |
| ------------------------- | ---------------- |
| 5000 m                    | 2003             |
| 10.000 m                  | 2004, 2013, 2014 |
| 3000 m steeple            | 2002, 2004, 2006 |
| 10 km                     | 2011, 2012, 2013 |
| marathon                  | 2012, 2015, 2018 |
| veldlopen (lange afstand) | 2009, 2010, 2011 |

## Persoonlijke records
Baan
| Afstand        | Prestatie       | Datum       | Plaats    |
| -------------- | --------------- | ----------- | --------- |
| 1500 m         | 4.15,59         | 4 juli 2009 | Oordegem  |
| 3000 m         | 9.14,66         | 20 mei 2004 | Vught     |
| 5000 m         | 15.47,16        | 28 mei 2006 | Hengelo   |
| 10.000 m       | 34.19,9         | 1 mei 2004  | Gorinchem |
| 3000 m steeple | 9.38,40 (ex-NR) | 29 mei 2009 | Nijmegen  |

Weg
| Afstand        | Prestatie | Datum            | Plaats    |
| -------------- | --------- | ---------------- | --------- |
| 10 km          | 33.22     | 14 februari 2010 | Schoorl   |
| 15 km          | 51.19     | 16 november 2008 | Nijmegen  |
| halve marathon | 1:13.04   | 21 maart 2010    | Venlo     |
| marathon       | 2:27.32   | 15 april 2012    | Rotterdam |

## Palmares

### 3000 m steeple
- 2002:  NK - 10.28,48
- 2004:  NK - 9.59,66
- 2005: 12e in serie WK - 10.09,91
- 2006:  NK - 9.49,64
- 2006: 12e EK - 10.20,01
- 2007:  NK - 10.36,55

### 5000 m
- 1999:  NK - 16.42,14
- 2001:  NK - 16.51,98
- 2003:  NK - 16.36,88
- 2004:  NK - 16.20,07
- 2011:  NK - 16.10,16
- 2013:  NK - 16.26,91

### 10.000 m
- 2000:  NK - 34.32,05
- 2001:  NK - 35.03,63
- 2003:  NK - 34.50,34
- 2004:  NK - 34.19,9
- 2013:  NK - 35.29,20
- 2014:  NK - 34.56,32

### 5 km
- 2003:  Marikenloop - 16.46
- 2010:  Marikenloop - 16.18

### 10 km
- 1999: 5e NK in Brunssum - 36.10 (9e overall)
- 2006:  NK te Schoorl - 33.44
- 2008:  NK in Schoorl - 33.31
- 2011:  NK in Tilburg - 33.35
- 2012:  NK in Utrecht - 34.05
- 2012: 12e Tilburg - 33.40
- 2013:  NK in Utrecht - 33.52
- 2014: 8e Parelloop - 34.41
- 2015:  NK te Schoorl - 33.43
- 2017: 13e NK in Schoorl - 35.40
- 2018: 16e NK in Schoorl - 36.37
- 2018:  Marikenloop - 37.48
- 2019:  Stevensloop - 35.07
- 2019:  Marikenloop - 37.28

### 12 km
- 2010:  Zandvoort Circuit Run - 42.15

### 15 km
- 1997: 17e Zevenheuvelenloop- 55.38
- 2000: 20e Zevenheuvelenloop - 56.18
- 2001: 15e Zevenheuvelenloop - 53.46
- 2008: 5e Zevenheuvelenloop - 51.19,0
- 2011: 8e Zevenheuvelenloop - 51.39
- 2012: 10e Zevenheuvelenloop - 52.22,1
- 2013: 5e Zevenheuvelenloop - 51.41,0
- 2014: 11e Zevenheuvelenloop - 51.44,4
- 2014: 4e Montferland Run - 52.04
- 2015: 16e Zevenheuvelenloop - 55.11
- 2018: 22e Zevenheuvelenloop - 55.10
- 2018: 9e Montferland Run - 55.49

### 10 Eng. mijl
- 2014: 9e Dam tot Damloop - 58.02
- 2019: 11e Dam tot Damloop - 59.17

### halve marathon
- 1999: 19e halve marathon van Egmond - 1:19.31
- 1999: 9e NK - 1:17.44 (17e overall)
- 2000: 11e halve marathon van Egmond - 1:20.08
- 2002: 16e City-Pier-City Loop - 1:17.30
- 2002: 4e Goed, Beter, Best Loop - 1:20.16
- 2002:  Houtwijk Kerstloop in Dronten - 1:17.54,4
- 2003:  NK in Den Haag - 1:15.42 (6e overall)
- 2003: 6e Goed, Beter, Best Loop - 1:20.49
- 2003:  Houtwijk Christmas Run - 1:18.06
- 2004:  NK in Den Haag - 1:19.00 (9e overall)
- 2004:  Goed, Beter, Best Loop - 1:17.47
- 2008:  halve marathon van Rotterdam - 1:14.22,8
- 2010:  Venloop - 1:13.04
- 2011: 10e halve marathon van Egmond - 1:17.50
- 2011: 8e Venloop - 1:17.16
- 2012: 9e halve marathon van Egmond - 1:15.30
- 2013: 8e halve marathon van Egmond - 1:16.10
- 2014: 21e halve marathon van Gifu - 1:20.48
- 2019: 9e halve marathon van Egmond - 1:21.19

### marathon
- 2001: 7e NK in Rotterdam - 2:49.28 (22e overall)
- 2010: 6e marathon van Amsterdam - 2:34.24
- 2011: 10e marathon van Berlijn - 2:29.23
- 2012: 4e marathon van Rotterdam - 2:27.32
- 2012:  NK in Eindhoven - 2:28.18 (2e overall)
- 2013: 6e marathon van Amsterdam - 2:31.49
- 2014: 20e marathon van Nagoya - 2:34.41
- 2014: 19e EK in Zürich - 2:34.29
- 2015:  NK in Rotterdam - 2:32.13 (4e overall)
- 2017: 47e New York City Marathon - 2:55.36
- 2018:  NK in Amsterdam - 2:42.07 (14e overall)
- 2019: 39e Boston Marathon  - 2:43.05 (2e cat. 45-49)
- 2019:  NK te Amsterdam - 2:45.58 (12e overall)

### overige afstanden
- 2008: 4e 4 Mijl van Groningen - 21.08

### veldlopen
- 2000: 5e NK (7,4 km) - 26.20
- 2003:  NK (7.500 m) - 26.55
- 2003: 15e Warandeloop - 22.08
- 2004:  NK (6.000 m) - 21.31
- 2004: 11e Warandeloop - 23.43
- 2005:  NK (6.100 m) - 21.10
- 2005: 40e EK (6.500 m) - 21.02
- 2006:  NK (8.100 m) - 28.18
- 2008:  NK (6.300 m) - 24.00
- 2008: 37e EK (8.000 m) - 29.33
- 2008: 4e Sylvestercross, Soest - 24.10
- 2008: 9e Warandeloop - 29.13
- 2009:  NK (6.300 m) - 23.03
- 2009: 8e Warandeloop - 29.39
- 2010:  Sylvestercross (6 km), Soest - 22.33
- 2010:  NK (7.990 m) - 29.29
- 2011:  NK (7.990 m) - 29.21
- 2011: 5e NK seizoen 2011-2012 te Tilburg (Warandeloop) (lange afstand = 8000 m) - 29.09
- 2018: 16e Sylvestercross - 23.57